# Hunter–Saxtons ekvation
Inom matematiken är Hunter–Saxtons ekvation den partiella differentialekvationen
{\displaystyle (u_{t}+uu_{x})_{x}={\frac {1}{2}}\,u_{x}^{2}.}